# Maison Tudor
Pour les articles homonymes, voir Tudor.
La famille Tudor (Tudur, en gallois) est à l'origine d'une dynastie royale qui a donné son nom à la période de l'histoire anglaise située entre 1485 et 1603. L'ère Tudor marque la fin de la guerre civile, qu'a constituée la guerre des Deux-Roses, et couvre le règne de cinq monarques qui ont contribué à faire de l'Angleterre une puissance européenne majeure.
Les origines de la famille sont galloises et remontent au XIIIe siècle. Les deux principaux monarques, Henri VIII et la reine Élisabeth Ire, orchestrèrent la mutation du royaume d'Angleterre d'une arrière-cour européenne toujours plongée dans le Moyen Âge en un puissant État de la Renaissance.

## Origines de la dynastie
La dynastie Tudor est issue d'une famille noble galloise remontant au moins au XIIIe siècle avec Ednyfed Fychan, sénéchal de Gwynedd. Le nom Tudur est la variante galloise du prénom Théodore.
La dynastie Tudor commença par le mariage secret entre Catherine de Valois, veuve du roi Henri V d'Angleterre, et un écuyer gallois, sir Owen Tudor (une anglicisation de Owain ap Maredudd ap Tudur), descendant direct de Ednyfed Fychan. Elle acquit sa puissance lorsque Henri Tudor (1457 – 1509), ayant battu le roi Richard III à la bataille de Bosworth, devint roi d'Angleterre sous le nom d'Henri VII. Henri Tudor, par sa mère, une Plantagenêt, descendait du roi Édouard III ; et en outre il se maria en 1486 avec la fille aînée du roi Édouard IV, la reine Élisabeth d'York (1466 – 1503).
En 1499, Henri VII fit périr Édouard, comte de Warwick (1475 – 1499), dernier descendant mâle de la maison Plantagenêt, permettant ainsi d'écarter toute menace au trône. La dynastie prit fin lorsque la reine Élisabeth mourut sans enfant. La succession d’Élisabeth Ire revint à son cousin, le roi Jacques VI d'Écosse (1566 – 1625) qui prit le nom de Jacques Ier d'Angleterre. Il était l'arrière-petit-fils de Margaret Tudor, reine d'Écosse, elle-même fille d’Henri VII, et devint le premier représentant de la maison Stuart des rois d'Angleterre.
Henri VIII utilisa une prophétie attribuée à Merlin qui annonçait la revanche des peuples celtiques des îles Britanniques sur les Saxons pour présenter son père, le roi Henri VII d'origine galloise comme celui qui accomplit cette prophétie : parti de la péninsule armoricaine de Bretagne, soutenu par des guerriers bretons, arborant le dragon rouge des Gallois qu'il introduisit dans les armes du royaume d'Angleterre, il nomma d'ailleurs symboliquement son fils Arthur (prince de Galles) ; la famille Tudor prétendait en effet se rattacher à la lignée de Brutus et des rois de Bretagne célébrée par le chroniqueur Geoffroy de Monmouth.

Ancien écu de la famille noble ap Tudur (Tudor).
Écu d'Edmond Tudor, 1er comte de Richmond, demi frère d'Henri VI.
Armes du roi Henri VII, fondateur de la dynastie royale Tudor.
Armoiries des princes de Galles sous les Tudor.
Armes des princesses de la maison royale Tudor.
Emblème héraldique de la maison royale Tudor.

## Membres de la maison Tudor

### Rois et reines d'Angleterre
| Portrait | Nom           | Règne                                                              | Lien avec le prédécesseur |
| -------- | ------------- | ------------------------------------------------------------------ | --- |
|          | Henri VII     | 22 août 1485 – 21 avril 1509 (85) 23 ans, 7 mois et 30 jours       | Fils d'Edmond Tudor et Margaret Beaufort et descendant d'Édouard III d'Angleterre. Il s'empare de la couronne d'Angleterre après sa victoire sur Richard III mettant ainsi fin à la guerre des Deux-Roses.                                                                                       |
|          | Henri VIII    | 24 avril 1509 (85)– 28 janvier 1547 37 ans, 9 mois et 4 jours      | Fils d'Henri VII et d'Élisabeth d'York. Il est à l'origine de la naissance de l'anglicanisme lorsqu'il rompt avec la papauté pour divorcer de Catherine d'Aragon et pour épouser sa maîtresse Anne Boleyn.                                                                                       |
|          | Édouard VI    | 28 janvier 1547 – 6 juillet 1553 6 ans, 5 mois et 8 jours          | Fils d'Henri VIII et de sa troisième épouse Jeanne Seymour. Il monte sur le trône à l'âge de seulement neuf ans, il fut également l'un des plus jeunes souverains anglais. |
|          | Marie Ire     | 19 juillet 1553 – 17 novembre 1558 5 ans, 3 mois et 29 jours       | Fille d'Henri VIII et de sa première épouse Catherine d'Aragon. Elle est surnommée « Marie la Sanglante » par les protestants anglicans, à cause des persécutions qu'elle mena contre eux pendant son règne afin de rétablir le catholicisme romain.                                             |
|          | Élisabeth Ire | 17 novembre 1558 – 24 mars 1603 44 ans, 4 mois et 7 jours ( Oudot) | Fille d'Henri VIII et de sa deuxième épouse Anne Boleyn. À sa mort sans descendance, le trône passe à son cousin le roi Jacques VI d'Écosse. Elle fut l'une des plus grandes reines d'Angleterre. Son long règne de 44 ans définit la période élisabethaine, qui connut un âge d'or sans pareil. |

### Dames importantes de la maison Tudor

#### Jeanne Grey
L'arrière-petite-fille d'Henri VII, la protestante lady Jane Grey, succéda à Édouard VI selon les derniers vœux de celui-ci ; le roi souhaitait écarter sa demi-sœur, la catholique Marie Ire, du trône d'Angleterre. Elle ne régna que neuf jours, avant d'être déposée et plus tard exécutée par Marie, en même temps que son mari, Lord Guilford Dudley, fils de John, 1er duc de Northumberland. Lady Jane Grey était la petite-fille d'une autre Marie Tudor, fille d'Henri VII et sœur d'Henri VIII. Celle-ci était d'abord devenue reine de France par son mariage avec Louis XII ; devenue veuve, elle s'était remariée au duc de Suffolk, dont elle eut une fille, la mère de lady Jane Grey.

#### Marguerite Tudor
Marguerite Tudor est la fille ainée d'Henri VII et d'Élisabeth d'York. La princesse Marguerite fut mariée en 1503 au catholique Jacques IV, roi d'Écosse († 1513), ce qui devait faire d'elle la mère du roi Jacques V et la grand-mère de Marie, reine des Écossais. Et surtout, leur mariage fut directement à l'origine de l'Union des deux royaumes de Grande-Bretagne.
À la suite de son remariage, la reine douairière d'Écosse fut titrée comtesse d'Angus puis lady Methven.

## Arbre généalogique

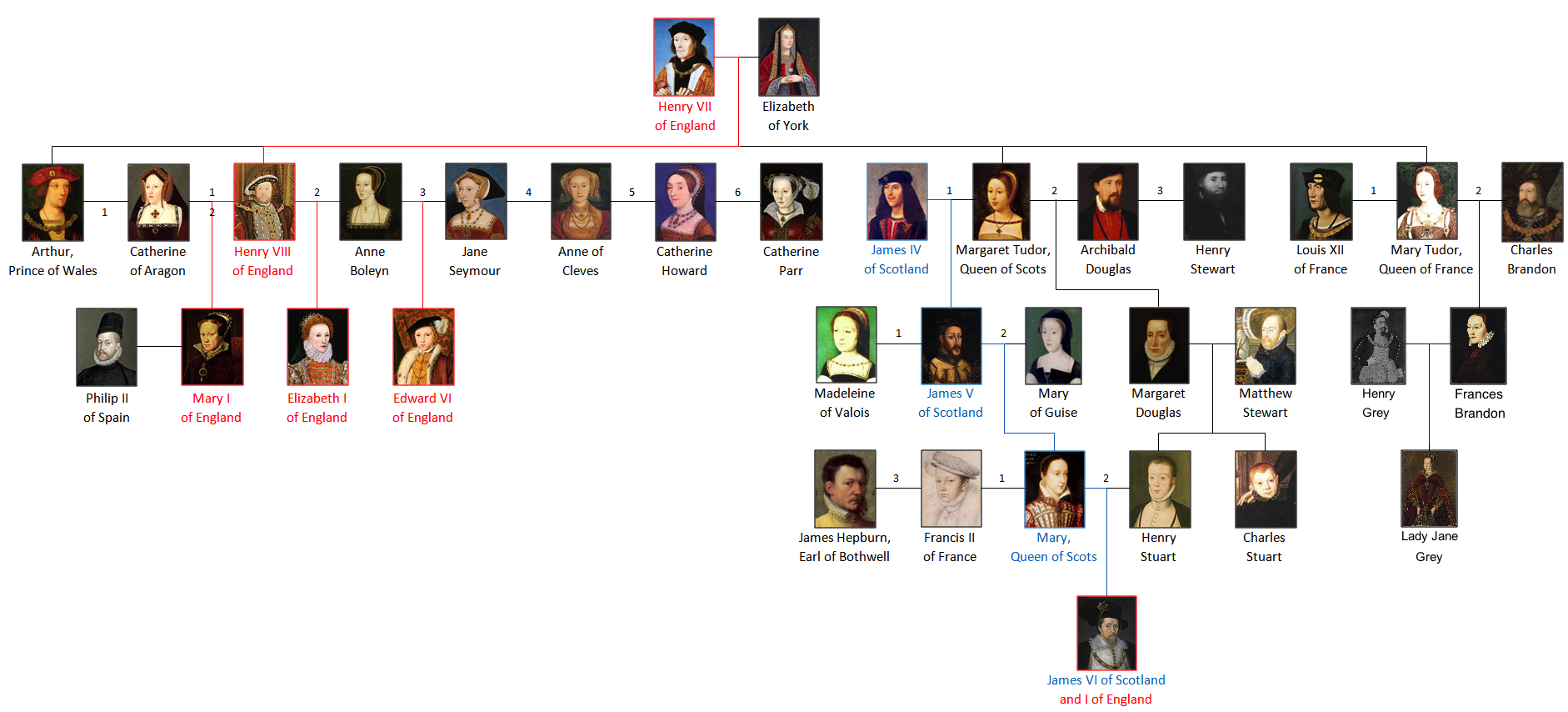
Arbre généalogique des Tudor

## Période Tudor

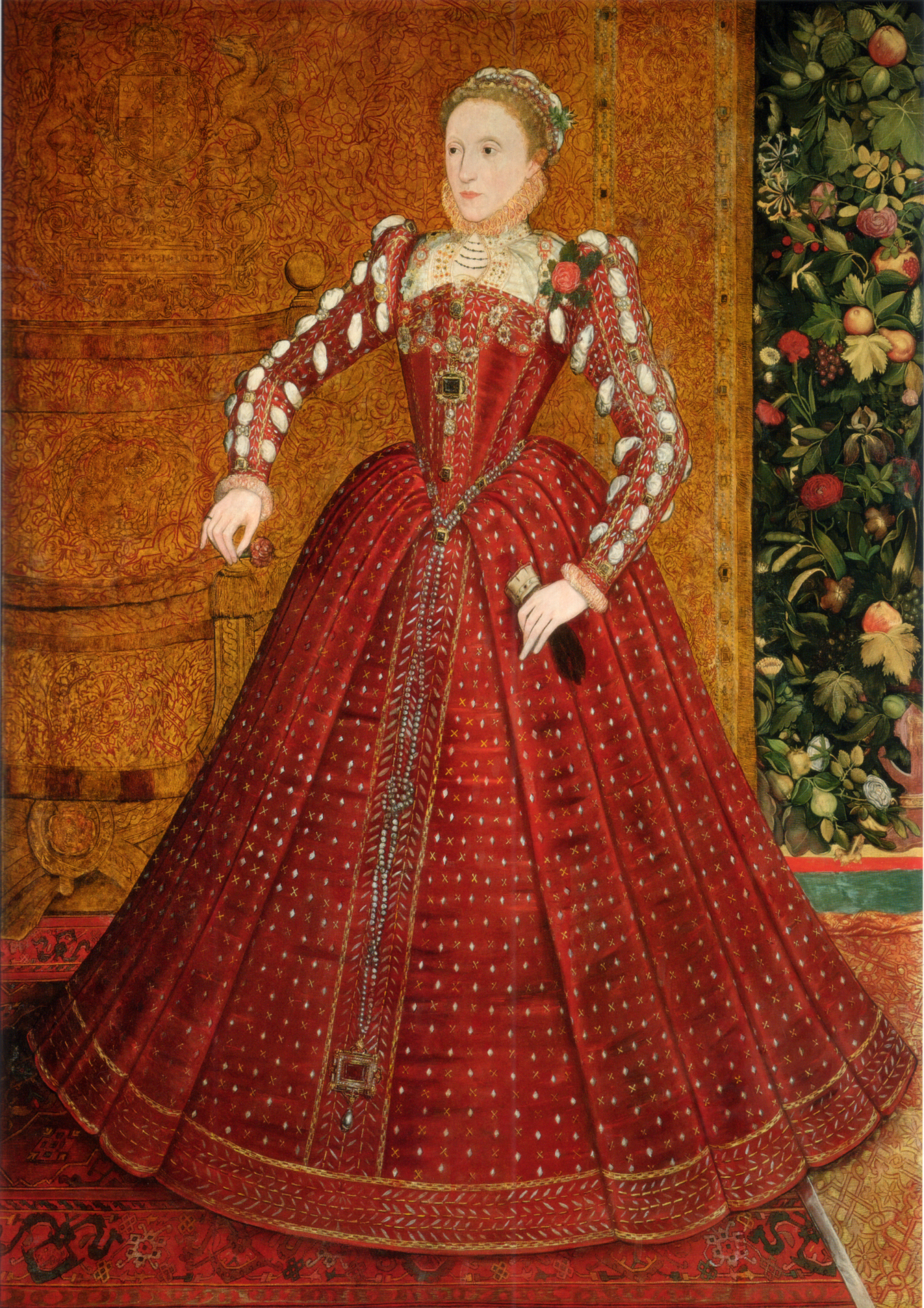
Portrait of d'Elizabeth I par Steven van der Meulen ou George Gowe.

« Période Tudor » est synonyme de Renaissance anglaise. Il arrive que le terme englobe plus largement le règne d'Élisabeth Ire, période souvent traitée à part sous l'appellation ère élisabéthaine. Le règne des Tudors est lié aux incessants conflits avec la maison Stuart, famille royale d'Écosse, soutenue par le parti catholique français des Guise. Ce sont d'ailleurs les Stuart qui succéderont aux Tudor en 1603 avec l'avènement de Jacques VI d'Écosse, fils de la reine Marie Stuart.
Pour les Britanniques, l'expression évoque à la fois un style architectural et une période particulièrement animée sur le plan politique, culturel et artistique. En dépit des graves troubles religieux qui ont marqué les années 1529–1558 au moment de la réforme anglicane, la période Tudor voit l'émergence de l'Angleterre en tant que puissance politique et maritime, le début de l'expansion coloniale anglaise et la naissance d'une littérature anglaise brillante.

## Dans la littérature et au cinéma

### Dans la littérature
L'époque Tudor fait partie des périodes historiques les plus populaires de la littérature et de la légende anglaises.
La maison Tudor a fourni notamment toute une série de personnages hauts en couleur dont se sont emparés les poètes, les dramaturges et plus tard les romanciers et les cinéastes. Dès le XVIe siècle, l'accession au trône du premier roi de la dynastie, Henri VII est mise en scène dans Richard III de Shakespeare et Henri VII a servi de source d'inspiration à George R.R. Martin dans son œuvre Le Trône de fer. Henry VIII, pièce de Shakespeare, Dans l’ombre des Tudors par dame Hilary Mantel, et John Fletcher voit la naissance de la reine Élisabeth Ire. Le martyrologe protestant, John Foxe, sera à l'origine de la légende noire de Marie Tudor avec Acts and Monuments, tandis que sir Edmund Spenser forge la légende dorée d'Élisabeth Ire, la Gloriana du poème épique The Faerie Queene qui inspirera plus tard Gloriana, opéra en trois actes de sir Benjamin Britten, livret de William Plomer, tiré de Elizabeth and Essex de Lytton Strachey et créé à Londres en 1953. Son personnage connaît cependant une éclipse dans le roman du XXe siècle où elle est présentée souvent comme une douairière despotique.
Marie Ire est l'objet du drame Marie Tudor de Victor Hugo et Édouard VI apparaît dans le roman de Mark Twain, Le Prince et le pauvre. Aujourd'hui des auteurs comme Philippa Gregory, Laurien Gardner (en) continuent à exploiter la veine Tudor avec succès (voir aussi Romance historique).

### Au cinéma et à la télévision
Au XXe et au début du XXIe siècle de nombreux drames radiophoniques, documentaires télévisés, mini-séries et longs métrages perpétuent la légende des rois Tudor. Il y a aussi l'opéra composé par Camille Saint-Saëns.
Le plus populaire est sans doute Henry VIII (it) dont les artistes soulignent le caractère despotique, aussi : A Man for All Seasons de Robert Bolt, pièce écrite pour la radio puis retravaillée pour le théâtre (1954) inspire le film du même nom de Fred Zinnemann, en 1966, puis un téléfilm de 1988 avec Charlton Heston. Ses six mariages sont une source dramatique inépuisable : Anne of the Thousand Days (1969) de Charles Jarrott, Henry VIII And His Six Wives de Waris Hussein (1972), Henry VIII téléfilm de la BBC (1979), The Wives of Henry VIII (2001) d'Andy Rashleigh (d), The Six Wives Of Henry VIII série télévisée (docufiction) de David Starkey (2003), Henry VIII (2003) de Pete Travis, Deux sœurs pour un roi (2008) de Justin Chadwick (avec Scarlett Johansson, Natalie Portman, Eric Bana). Henri VII est joué par James Maxwell dans la préquelle The Shadow of the Tower (it) et est un des protagonistes de la série The White Princess tandis que la série The Spanish Princess le fait aussi apparaître avec tous ses enfants notamment Margaret et Marie.
Marie Ire est jouée a l'écran par : Jeanne Delvair dans Marie Tudor (1917) et Francoise Christophe dans Marie Tudor (1966). Ces deux derniers sont inspirés du roman Marie Tudor de Victor Hugo, et Miranda French dans le film The Twisted Tale of Bloody Mary (2008) ainsi que plusieurs autres films ou séries réalisés pendant le XXe siècle.
Édouard VI n'inspire guère les auteurs, alors qu'Élisabeth est une grande favorite avec Elizabeth R (en), mini-série pour la BBC (1971) avec Glenda Jackson, Elizabeth (1998) et Elizabeth: l'âge d'or (la suite sortie en 2008) de Shekhar Kapur avec Cate Blanchett qui la présente plutôt comme une victime, The Virgin Queen de Coky Giedroyc (2006). Shakespeare in Love (1999) reprend le personnage de la douairière acariâtre.
La reine de neuf jours, Lady Jane Grey, est l'héroïne de Lady Jane (1986) de Trevor Nunn.
Enfin, capitalisant sur la popularité de la famille Tudor, Showtime sort en 2007 une série, Les Tudors, écrite par Michael Hirst avec Jonathan Rhys-Meyers dans le rôle d'Henri VIII. La série relate notamment les relations entre le roi et les femmes et aussi la façon dont il conduit sa carrière, ainsi que ses choix politiques.